# Adelodrilus anisosetosus
Adelodrilus anisosetosus is een ringworm uit de familie van de Tubificidae. De wetenschappelijke naam van de soort is voor het eerst geldig gepubliceerd in 1969 door Cook.